# Procyrta ornamenta
Procyrta ornamenta är en insektsart som beskrevs av William D. Funkhouser 1927. Procyrta ornamenta ingår i släktet Procyrta och familjen hornstritar. Inga underarter finns listade i Catalogue of Life.